# Impasse du Levant
L'Impasse du levant est une voie de la commune de Reims, située au sein du département de la Marne, en région Grand Est.

## Situation et accès
L’impasse du Levant est reliée à la rue Marie-Stuart (ancienne rue du Levant créée en 1845).
Elle appartient au quartier Centre-ville de Reims.

## Origine du nom
Elle doit son nom au fait qu’elle était sensiblement dirigée vers l’est.

## Historique
L’impasse faisait partie de la fabrique de Reims. La fabrique est un ensemble de commerçant qui achètent la matière première ou des produits manufacturés et les distribuent à des ouvriers groupés en petits ateliers ou travaillant en chambre.
Au XIXe siècle, la rue du levant (actuelle rue Marie Stuart) comprenait 6 négociants en laine et 4 négociants en tissus.

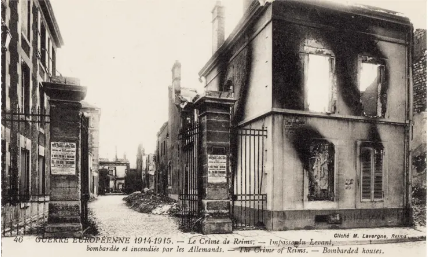
Impasse du levant Pendant la grande Guerre
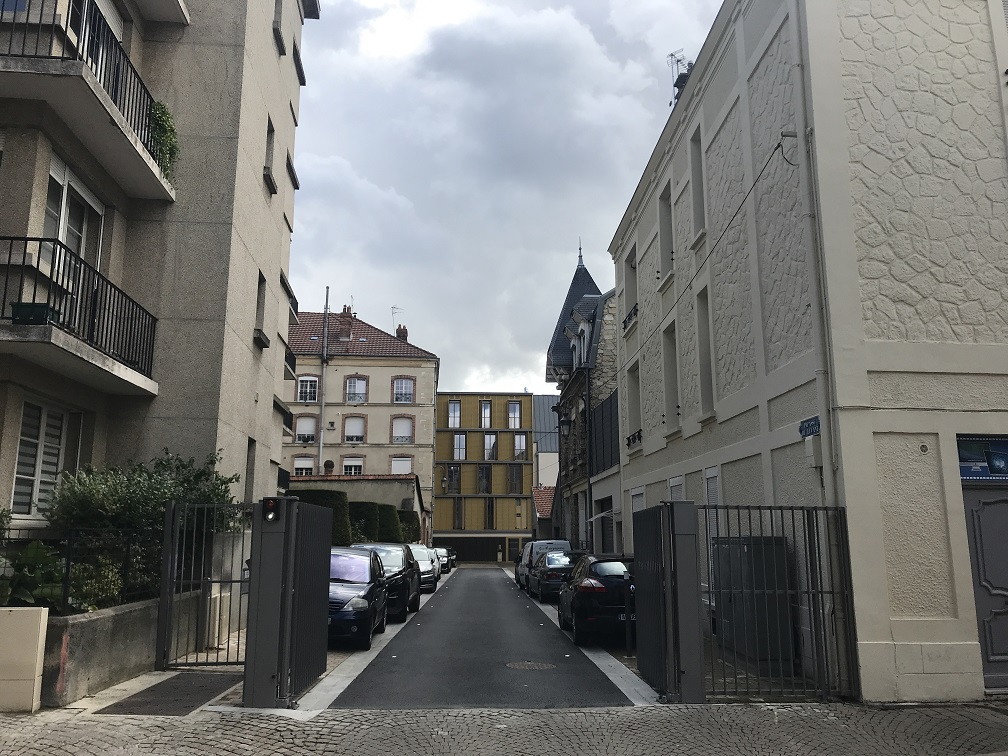
Impasse du levant aujourd'hui

## Bâtiments remarquables et lieux de mémoire
- Immeuble pour classe moyenne, de l’architecte Maurice Clauzier, commandé en 1931 par le Foyer Rémois[2].

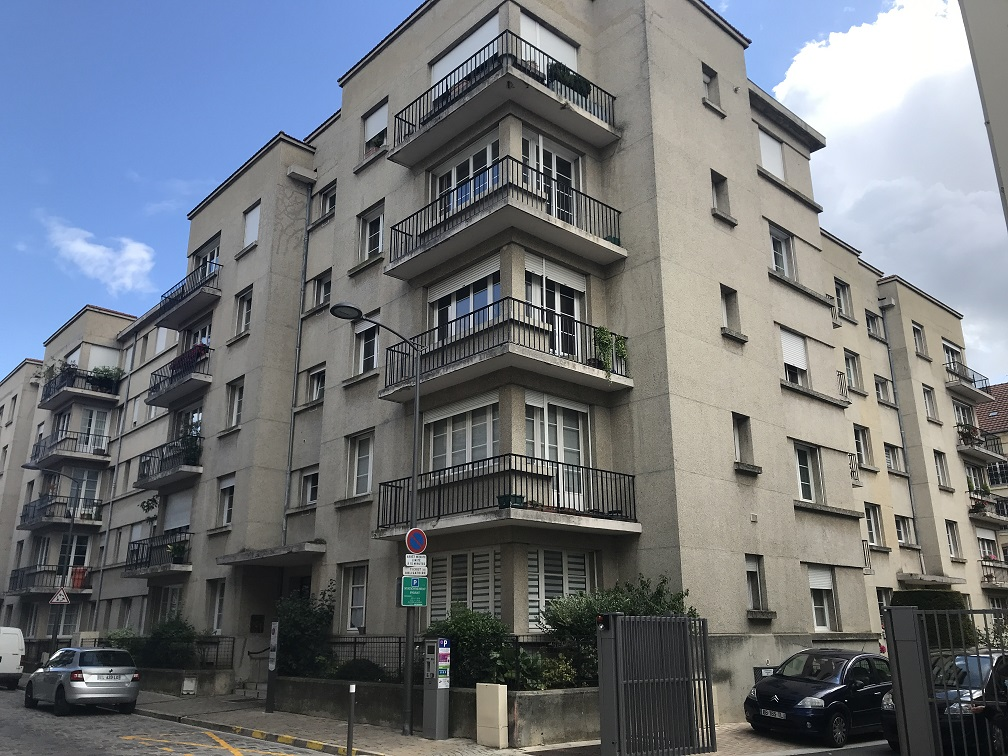
Immeuble de Maurice Clauzier.